# Lemawork Ketema
Lemawork Ketema Weldearegaye (* 22. Oktober 1986 in der Nähe von Huruta, Äthiopien) ist ein österreichischer Marathonläufer äthiopischer Herkunft. Er ist zweifacher Staatsmeister im Halbmarathon (2017, 2018). Ketema ist aktiver Sportler des Heeressportzentrums des Österreichischen Bundesheers.

## Werdegang
Lemawork Ketema kam 2013 nach Österreich und stellte hier einen Asylantrag. Er musste im laufenden Asylverfahren in Österreich bleiben und alle Angebote von internationalen Marathonveranstaltungen absagen.

### Sieger der Erstaustragung „Wings for Life World Run“ 2014
Im März 2014 gewann er den Wien-Halbmarathon und im Mai in St. Pölten mit 78,57 km die Erstaustragung des Wings for Life World Run. Im Oktober gewann er den Graz-Marathon.
Im Mai 2015 startet er als Titelverteidiger beim Wings for Life World Run und konnte nach 79,9 gelaufenen km einen neuen Rekord erstellen und diese weltweite Laufveranstaltung zum zweiten Mal gewinnen. Im Juli wurde er nach 2:14:23 Stunden mit persönlicher Marathonbestzeit Zweiter beim Rio de Janeiro Marathon.
Im Dezember 2015 erhielt Ketema die österreichische Staatsbürgerschaft.
Er hatte sich einen Start bei den Olympischen Sommerspielen 2016 in Rio de Janeiro für Österreich zum Ziel gesetzt, dieses aber mit seinem Ergebnis in Hamburg nicht erreichen können: Ketema lief den Marathon in 2:16:19 h und das ÖOC-Olympialimit für Rio 2016 steht im Marathonlauf bei 2:14:00 h.

### Staatsmeister Halbmarathon 2017
Im März 2017 wurde er in Graz Staatsmeister Halbmarathon. Beim Wings for Life World Run belegte er im Mai 2017 als schnellster österreichischer Läufer in der weltweiten Wertung den dritten Rang.
Im Mai 2018 wurde Lemawork Ketema für das Marathonteam bei den Leichtathletik-Europameisterschaften in Berlin (6.–12. August 2018) nominiert. Dort belegte er in der Einzelwertung den achten Rang. Zudem holte er in der Teamwertung die Bronzemedaille. Im Oktober 2018 wurde der damals 31-Jährige in Graz erneut Staatsmeister Halbmarathon.

### Marathon-Teilnahmen bei Weltmeisterschaft und Olympischen Spielen
2019 trat er bei den Leichtathletik-Weltmeisterschaften in Doha im Marathonlauf an, wo er mit einer Zeit von 2:20:08 h den 41. Rang belegte.
Am 8. August 2021 war er bei den Olympischen Sommerspielen in Japan im Marathonlauf am Start. Ketema musste allerdings aufgrund muskulärer Probleme nach rund 15 Kilometern das Rennen beenden.
Nach einer längeren Pause hat Lemawork Ketema am 24. April 2022 erneut beim Vienna City Marathon teilgenommen. Der 35-Jährige konnte an seinen Erfolg aber aus dem Jahr 2019 nicht anknüpfen und eine Minute und zwölf Sekunden fehlten ihm auf das EM-Limit für München von 1:14:30 Stunden. Er lief mit dem 13. Gesamtplatz und einer Zeit von 2:15:42 Stunden über die Ziellinie vor dem Wiener Burgtheater.

## Sportliche Erfolge
| Datum/Jahr    | Rang | Wettbewerb                                | Austragungsort | Distanz      | Zeit      | Bemerkung |
| ------------- | ---- | ----------------------------------------- | -------------- | ------------ | --------- | --- |
| 24. Apr. 2022 | 13   | Vienna City Marathon                      | Wien           | Marathon     | 2:15:42   | |
| 7. Apr. 2019  | 11   | Vienna City Marathon                      | Wien           | Marathon     | 2:10:44   | Österreichischer Rekord, Olympia Limit von 2:11:30 für Tokio 2020 unterboten, persönliche Bestleistung          |
| 14. Okt. 2018 | 1    | Staatsmeisterschaften Halbmarathon        | Graz           | Halbmarathon | 1:03:54.2 | Staatsmeister Halbmarathon beim „Graz-Halbmarathon“                                                             |
| 12. Aug. 2018 | 8    | Leichtathletik-Europameisterschaften 2018 | Berlin         | Marathon     | 2:13:22   | damalige persönliche Bestzeit                                                                                   |
| 15. Apr. 2018 | 6    | Linz Donau-Marathon                       | Linz           | Marathon     | 2:14:35   | |
| 24. März 2018 | 68   | Halbmarathon-Weltmeisterschaften 2018     | Valencia       | Halbmarathon | 1:03:57   | Rang 17 in der Team-Wertung                                                                                     |
| 7. Mai 2017   | 3    | Wings for Life World Run                  | Wien           | 87,16 km     | –         | Sieger in Österreich und Dritter weltweit                                                                       |
| 26. März 2017 | 1    | Staatsmeisterschaften Halbmarathon        | Graz           | Halbmarathon | 1:04:30   | Staatsmeister Halbmarathon beim „Graz-Halbmarathon“                                                             |
| 17. Apr. 2016 | 18   | Hamburg-Marathon                          | Hamburg        | Marathon     | 2:16:19   | angestrebte Olympianorm für Rio de Janeiro nicht erreicht                                                       |
| 26. Juli 2015 | 2    | Rio de Janeiro Marathon                   | Rio de Janeiro | Marathon     | 2:14:23   | Zweiter hinter Willy Kangogo Kimutai aus Kenia und persönliche Bestzeit                                         |
| 3. Mai 2015   | 1    | Wings for Life World Run                  | Wien           | 79,9 km      | –         | Weltweite Bestleistung mit 79,9 km unter 72.224 Startern                                                        |
| 15. März 2015 | 1    | Wien-Halbmarathon                         | Wien           | Halbmarathon | 1:04:48   | Ketema konnte seine Siegerzeit aus dem Vorjahr um weitere drei Minuten unterbieten.                             |
| 31. Dez. 2014 | 18   | Silvesterlauf                             | Peuerbach      | 6,8 km       | 20:16     | |
| 12. Okt. 2014 | 1    | Graz-Marathon                             | Graz           | Marathon     | 2:22:09   | |
| 4. Mai 2014   | 1    | Wings for Life World Run                  | Wien           | 78,57 km     | –         | Erst nach 78,57 km wurde Ketema vom „Catcher Car“ eingeholt und erzielte damit die weltweit beste Laufleistung. |
| 16. März 2014 | 1    | Wien-Halbmarathon                         | Wien           | Halbmarathon | 1:07:43   | |
| 5. Mai 2013   | 3    | Salzburg-Marathon                         | Salzburg       | Marathon     | 2:23:36   | [ 19 ] |
| 21. Okt. 2012 | 7    | Lago Maggiore Marathon                    | Verbania       | Marathon     | 2:23:05   | |
| 17. Apr. 2011 | 31   | Vienna City Marathon                      | Wien           | Marathon     | 2:27:51   | |

## Bestleistungen
- Halbmarathon: 1:03:57 h, 24. März 2018, Valencia (ESP)
- Marathon: 2:10:44 h, 7. April 2019, Wien (AT)